# 杰拉尔德·达克沃斯
杰拉尔德·德·埃唐·达克沃斯（英語：Gerald de l'Etang Duckworth，1870年10月29日—1937年9月28日）是一位英国出版商，在伦敦创立了以他的名字命名的出版社。亨利·詹姆斯和约翰·高尔斯华绥是该公司早期的作家。

## 背景和早年生活
杰拉尔德·达克沃斯是伦敦大律师赫伯特·达克沃斯和茱莉亚·杰克森的次子。他的父亲是萨默塞特郡Orchardleigh庄园的威廉·达克沃思的小儿子。 他的中间名“德·埃唐”是他母亲的一个祖先安托万·德·埃唐的姓氏，他是玛丽·安托瓦内特王后的侍从。他母亲的姨妈是摄影家茱莉亚·玛格丽特·卡梅隆。
达克沃斯的父亲在他出生前就已去世。当他八岁时，他的母亲嫁给作家莱斯利·斯蒂芬，带着哥哥乔治·达克沃斯 (1868–1934)和姐姐斯特拉（1869–1897）。母亲和继父又生了四个同母异父的弟妹：画家瓦妮莎·贝尔、索比·斯蒂芬、作家弗吉尼亚·伍尔夫 和精神分析学家阿德里安·斯蒂芬，他们都是布卢姆茨伯里派的重要成员。弗吉尼亚和瓦妮莎后来指控乔治和杰拉尔德兄弟在她们未成年时对她们进行性虐待。弗吉尼亚·伍尔夫在她哥哥的帮助下出版了她的前两部小说，之后成立了霍加斯出版社。
杰拉尔德·达克沃斯在伊顿公学和剑桥大学克莱尔学院接受教育。

## 职业
1898年，达克沃思在科文特花园亨利埃塔街成立了以他的名字命名的达克沃思出版公司（Gerald Duckworth and Company Ltd）。在1898年至1899年的第一年，他出版了亨利·詹姆斯的《在笼中》（In the Cage）、莱斯利·斯蒂芬的《十八世纪的英国文学与社会》（English Literature and Society in the Eighteenth Century）、约翰·高尔斯华绥的的《乔斯林》（Jocelyn）、奥古斯特·斯特林堡“Der Vater”的译本；李曼·法兰克·鲍姆 的第一本儿童读物《鹅妈妈故事集》（Mother Goose in Prose），也是马克思菲尔德·派黎胥插画的第一本插图书。 （鲍姆最著名的作品《绿野仙踪》一年后在芝加哥出版。）
爱德华·加内特（Edward Garnett）是达克沃斯近二十年的读者，他的儿子大卫娶了达克沃斯的外甥女安吉丽卡·贝尔（Angelica Bell）。该公司出版了威廉·亨利·哈德森、查尔斯·M·道蒂（Charles M. Doughty）、大卫·赫伯特·劳伦斯 、伊夫林·沃、弗吉尼亚·伍尔夫的作品，以及伊迪丝·西特维尔（Edith Sitwell）、奥斯伯特·西特维尔（Osbert Sitwell）和萨切韦尔·西特维尔（Sacheverell Sitwell）的大部分作品。它出版了1909年至1929年间约翰·高尔斯华绥的所有戏剧。
1929年，高尔斯华绥震惊地发现，达克沃斯要求他在自己收集的全部1250本限量版剧本上签名。当他得知将获得15先令9便士的版税时，每签一本，他都会拿起手表说：“让我们看看我需要多长时间才能赚到984英镑7先令6便士。”
1937年，达克沃斯在意大利 米兰去世，但出版社继续蓬勃发展。它在1998年迎来了百年庆典，但在2003年陷入了财务困境，由彼得·梅耶（Peter Mayer）收购，但是保留了达克沃斯出版社的名称。
达克沃斯的三幅肖像收藏于伦敦国家肖像馆。安东尼·鲍威尔（Anthony Powell）于1926年成为达克沃斯的文学编辑，在其小说《瓦林怎么了？》（What's become of Waring?，1939年）中，”贾金斯和贾金斯出版社“（Judkins & Judkins）就是以达克沃斯出版社为原型。

## 家庭
1921年3月2日，达克沃斯与大律师查尔斯·斯科特·查德（Charles Scott-Chad）的女儿塞西尔·阿丽丝·斯科特·查德（Cecil Alice Scott Chad，1891年出生）结婚，后者是足球大律师乔治·斯科特·查德（George Scott-Chad）的堂姐妹。她和达克沃斯没有孩子。
达克沃斯的哥哥乔治·达克沃斯爵士（George Herbert Duckworth，1868–1934）是奥斯汀·张伯伦的私人秘书。他是安东尼·达克沃斯·查德（Anthony Duckworth-Chad）的祖父。他的妹妹斯特拉（Stella ，1869–1897）嫁给了约翰·沃勒希尔斯（John Waller Hills），但三个月后去世。